# 바이올린 협주곡 다장조 (베토벤)
바이올린 협주곡 다장조, WoO 5는 1790년에서 1792년 사이에 루트비히 판 베토벤에 의해 쓰인 바이올린 협주곡이다.
베토벤은 본에서 프란츠 안톤 리스로부터 바이올린 연주법과 기교에 대해 배웠고, 1787년부터 본의 궁정 관현악단에서 바이올린, 비올라 주자로도 활약했다. 따라서 이 작품은 베토벤의 바이올린 협주곡에 관한 습작으로 여길 수 있다. 불완전한 작품이지만, 바이올린 독주부의 화려한 기교를 유감없이 보여주는 등 베토벤의 흔적을 볼 수 있다.

## 개요
베토벤의 필적으로 1악장의 259 마디 조각만이 살아남아 빈의 음악협회 박물관에 보관되어 있다. 이 조각이 완성된 악장의 일부분인지, 혹은 정말로 전체 협주곡의 일부분이고 나머지는 그 후에 없어진 것인지, 아니면 그 악장이 결코 완성되지 않은 것인지에 대해 광범위한 논쟁이 있다. 1870년에 재발견된 이후 여러 차례에 걸쳐 요제프 헬메스베르거, 후안 마넨, 아우구스트 빌헬미를 비롯한 다른 사람들에 의해 작품이 "완결"되어 출판되고 있으며, 종종 작품이 처리된 방식으로 인해 상당한 비판을 받고 있다. 이 작품의 첫 번째 학술판은 1961년에 윌리 헤스에 의해 출판되었다.
이 작품은 독주의 바이올린과 플루트, 두 개의 오보에, 두 개의 바순, 현악기를 위해 편곡되었다.

## 참조
각주
1. ↑  Stowell 1998, 4쪽
2. ↑  Stowell 1998, 5–6쪽
3. ↑  Stowell 1998, 4쪽

출처
- 스토우웰, 로빈 (1998). 《베토벤: 바이올린 협주곡》. 케임브리지: 케임브리지대학출판국. ISBN 0-521-45159-0.